# Зальфельдт, Георг Фридрих
Георг Фридрих фон Зальфельдт (также Егор Фёдорович Зальдфельт, Зальфельд; нем. Georg Friedrich von Sahlfeldt; 13 августа 1769, Дерпт — 26 февраля 1817, Симферополь) — таврический вице-губернатор (1816—1817).

## Биография
Родился 13 августа 1769 года в Дерпте в семье слесаря.
Учился в начальной школе. С 1782 года жил у школьного учителя Зегерса; помогал ему в школе, вечером занимался под его руководством. С 1786 года служил канцеляристом в Дерптском магистрате, затем — канцеляристом в уездном суде, где, благодаря хорошему знанию русского языка, в течение четырёх лет одновременно был протоколистом, регистратором и архивариусом. С 1790 года жил в Куикатце в доме барона Левенштерна в качестве гувернёра и конторщика.
С июня 1792 года изучал право в Йенском университете; в 1794, следуя за профессором К. Л. Рейнгольдом, перешёл в Кильский университет, но в сентябре того же года вернулся в Россию.
Служил в Верро адвокатом при Дерптском уездном суде и магистрате, с 1796 года — секретарём в Курляндском губернском правлении. С 1 октября 1798 по 19 июля 1802 года — профессор красноречия в Митавской академической гимназии; одновременно заведовал адвокатурой в Курляндском Верхнем земском суде (с 1800) и в Пильтенском уездном суде (с 1801). Рассматривался кандидатом на должность профессора русского права предполагавшегося Митавского университета.
С 1803 года жил в Петербурге, служил (с 10.5.1803) юрисконсультом Прибалтийских провинций при министерстве юстиции; 30.12.1803 произведён в надворные советники. Одновременно был одним из редакторов 2-го отделения законодательной комиссии (с марта 1804), заведовал прокуратурой в юстиц-коллегии по эстляндским, лифляндским и финляндским делам и в римско-католической и униатской коллегии (1804—1806). 31 декабря 1807 года произведён в коллежские советники.
В 1810 году вышел в отставку и поселился в Крыму в приобретённом им имении Калму-Кара. В 1811 году повторно был призван на службу, назначен начальником таможни в Одессе (7.10.1811), c 10.3.1812 — в Радзивилове. В 1813 году был в Калише в главной квартире императора, где Александр I удовлетворил его прошение об отставке с сохранением оклада по занимаемой должности и причислением к департаменту внешней торговли. С 1814 года жил в Крыму, изредка приезжая в Петербург.
6 (18) октября 1816 года был назначен вице-губернатором Таврической губернии.
Скончался в Симферополе 26 февраля 1817 года.

### Семья
Отец — Георг Фридрих Зальфельдт (ум. 1780; нем. Georg Friedrich Sahlfeldt), слесарь.
Жена (с 21.9.1796) — Каролина Готлиб (урожд. Купфер, нем. Karoline Gottlieb Kupffer; ум. 1817); брак был бездетным.

## Научная деятельность
Участвовал в обсуждении порядков устройства протестантских церквей в России; за труд «Kirchenordnung für die Protestanten im russischen Reiche» был удостоен почётного диплома доктора богословия ultro et non petenti Гельмштедтского университета.
Труды
- Sahlfeldt G. F. Kirchenordnung für die Protestanten im russischen Reiche. — Mitau: Steffenhagen u. Sohn, 1808. — 312 S.
- Sahlfeldt G. F. An das St. Petersburgische protestantische Publikum. — Mitau, 1808.
- Sahlfeldt G. F. Bemerkungen zu dem Entwurf einer Proceßordnung für Kurland. — Mitau, 1809[6].

## Награды
- орден Святой Анны 2-й степени[3][4][5].

## Комментарии
1. ↑  По другим данным — с 1795[2].
2. ↑  По другим данным — 17 февраля (1 марта) 1817 года[3].